# Annaba

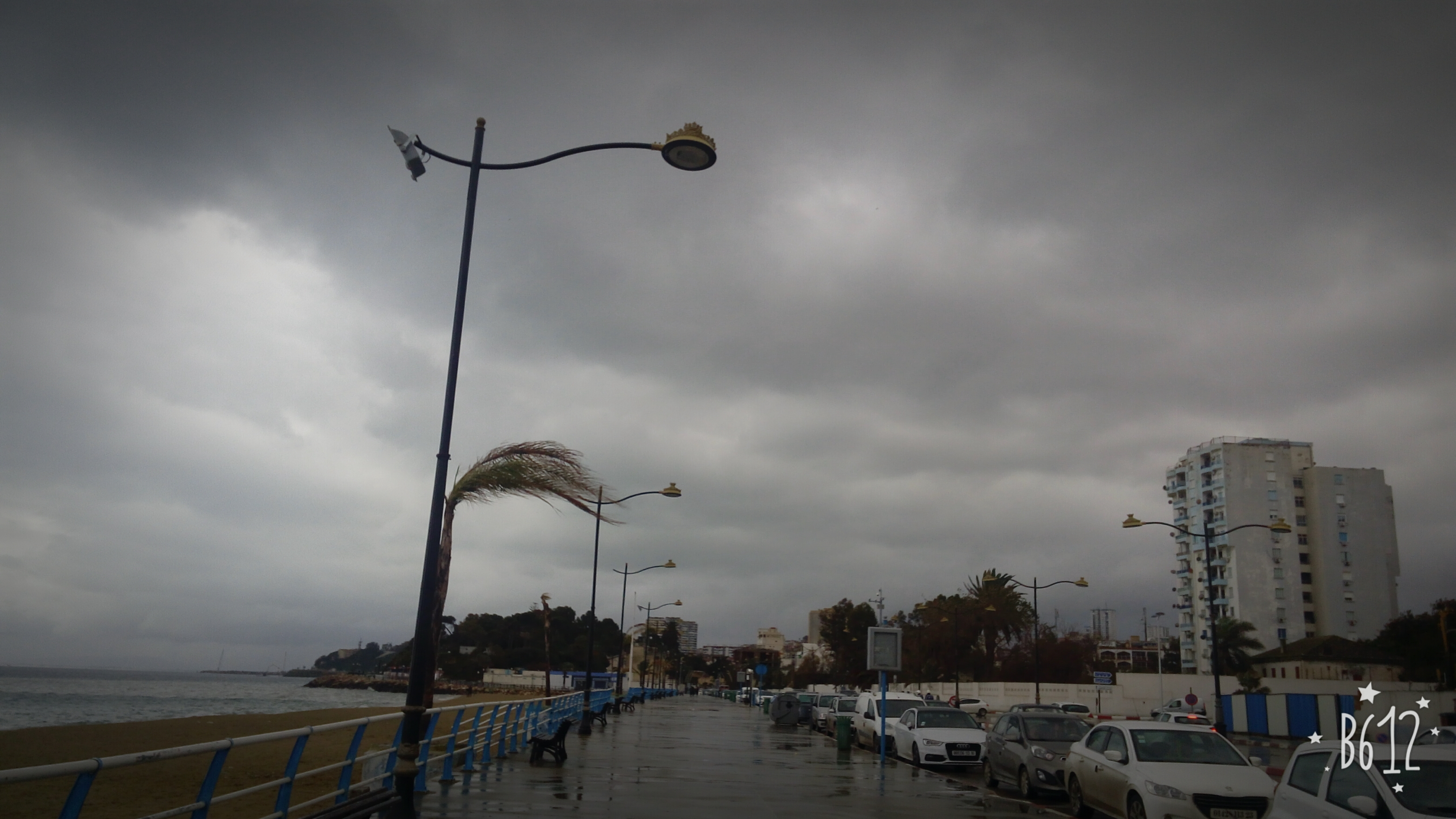
Annaba

Annaba (tiếng Ả Rập: عنابة) là một thành phố cảng thuộc tỉnh Annaba ở đông bắc Algérie, gần sông Seybouse. Thành phố có tổng diện tích km², trong đó diện tích đất là km², dân số theo ước tính năm 2005 là 380.504 người, dân số năm 2008 là 257.359 người. Đây là thành phố lớn thứ tư ở Algérie.
Thành phố là một trung tâm công nghiệp hàng đầu ở miền đông Algeria.

## Khí hậu
| Dữ liệu khí hậu của Annaba (1976–2005)            | Dữ liệu khí hậu của Annaba (1976–2005) | Dữ liệu khí hậu của Annaba (1976–2005) | Dữ liệu khí hậu của Annaba (1976–2005) | Dữ liệu khí hậu của Annaba (1976–2005) | Dữ liệu khí hậu của Annaba (1976–2005) | Dữ liệu khí hậu của Annaba (1976–2005) | Dữ liệu khí hậu của Annaba (1976–2005) | Dữ liệu khí hậu của Annaba (1976–2005) | Dữ liệu khí hậu của Annaba (1976–2005) | Dữ liệu khí hậu của Annaba (1976–2005) | Dữ liệu khí hậu của Annaba (1976–2005) | Dữ liệu khí hậu của Annaba (1976–2005) | Dữ liệu khí hậu của Annaba (1976–2005) |
| Tháng                                             | 1                                      | 2                                      | 3                                      | 4                                      | 5                                      | 6                                      | 7                                      | 8                                      | 9                                      | 10                                     | 11                                     | 12                                     | Năm                                    |
| ------------------------------------------------- | -------------------------------------- | -------------------------------------- | -------------------------------------- | -------------------------------------- | -------------------------------------- | -------------------------------------- | -------------------------------------- | -------------------------------------- | -------------------------------------- | -------------------------------------- | -------------------------------------- | -------------------------------------- | -------------------------------------- |
| Trung bình ngày tối đa °C (°F)                    | 16.3 (61.3)                            | 16.8 (62.2)                            | 18.6 (65.5)                            | 20.5 (68.9)                            | 23.7 (74.7)                            | 27.5 (81.5)                            | 30.5 (86.9)                            | 31.3 (88.3)                            | 28.9 (84.0)                            | 25.9 (78.6)                            | 20.8 (69.4)                            | 17.6 (63.7)                            | 23.2 (73.8)                            |
| Tối thiểu trung bình ngày °C (°F)                 | 6.9 (44.4)                             | 7.0 (44.6)                             | 8.2 (46.8)                             | 9.8 (49.6)                             | 13.0 (55.4)                            | 16.5 (61.7)                            | 19.0 (66.2)                            | 20.0 (68.0)                            | 18.2 (64.8)                            | 14.9 (58.8)                            | 10.9 (51.6)                            | 8.1 (46.6)                             | 12.7 (54.9)                            |
| Lượng Giáng thủy trung bình mm (inches)           | 98.5 (3.88)                            | 76.6 (3.02)                            | 61.2 (2.41)                            | 64.1 (2.52)                            | 38.3 (1.51)                            | 14.0 (0.55)                            | 3.1 (0.12)                             | 8.2 (0.32)                             | 37.5 (1.48)                            | 64.8 (2.55)                            | 98.4 (3.87)                            | 110.8 (4.36)                           | 675.5 (26.59)                          |
| Số ngày giáng thủy trung bình (≥ 0.1 mm)          | 14.5                                   | 12.2                                   | 11.4                                   | 11.2                                   | 8.2                                    | 4.2                                    | 1.4                                    | 2.8                                    | 6.9                                    | 9.5                                    | 14.5                                   | 14.6                                   | 111.4                                  |
| Số giờ nắng trung bình tháng                      | 147                                    | 150                                    | 188                                    | 213                                    | 259                                    | 311                                    | 354                                    | 307                                    | 252                                    | 218                                    | 169                                    | 108                                    | 2.676                                  |
| Nguồn 1: Tổ chức Khí tượng Thế giới               |                                        |                                        |                                        |                                        |                                        |                                        |                                        |                                        |                                        |                                        |                                        |                                        |                                        |
| Nguồn 2: Deutscher Wetterdienst (nắng, 1961–1990) |                                        |                                        |                                        |                                        |                                        |                                        |                                        |                                        |                                        |                                        |                                        |                                        |                                        |